# Zatoka Arabska (Egipt)
Zatoka Arabska (arab. خليج العرب, Chalidż al-Arab) – zatoka Morza Śródziemnego, położona u północnych wybrzeży Egiptu, na zachód od Aleksandrii. Ma 18 mil morskich (33 km; 21 mi) długości i 73 mile morskie (135 km; 84 mi) szerokości. U wybrzeży zatoki leży miasto Al-Alamajn. Zatoka charakteryzuje się wyjątkowo suchym klimatem, co skutkuje brakiem procesów fluwialnych, obecnością wapnistych piasków łatwo ulegających cementacji oraz występowaniem przybrzeżnych kos i lagun. Geologicznie, zatoka jest wynikiem istnienia basenu synklinalnego na północnym wybrzeżu Afryki. W starożytności zatoka była znana pod nazwą Sinus Plinthinetes, od nazwy miasta portowego Plinthine położonego nad jej brzegami.